# Battaglia di Idomene
La battaglia di Idomene fu una battaglia della guerra del Peloponneso, combattuta nel 426 a.C., tra gli eserciti guidati da Atene e Ambracia.

## Battaglia
Gli Ambraciani, che erano alleati degli Spartani, avevano inviato una forza di soccorso per aiutare l'esercito che aveva invaso Argo di Anfilochia in precedenza. All'insaputa degli Ambriaciani, il primo esercito era stato massacrato dagli Ateniesi e dagli acarnianesi il giorno prima.
Le forze di Ambracia, ignari dell'esercito ateniese in arrivo, si accamparono sulla più bassa delle due ripide colline. Demostene di Afidna, il comandante ateniese, aveva messo le sue tende sul colle più alto, per ottenere un vantaggio strategico.
Prima dell'alba, mentre gli ambraciani dormivano ancora, furono attaccati e distrutti dagli Ateniesi.
L'esercito di Ambracia, nel corso della battaglia, perse circa 1 000 uomini.